# Archidiocèse de Santiago du Chili
Ne doit pas être confondu avec Archidiocèse de Santiago de Cuba, Archidiocèse de Santiago de Guatemala ou Archidiocèse de Santiago de los Caballeros.
L'archidiocèse de Santiago du Chili (en latin : Archidioecesis Sancti Iacobi in Chile ; en espagnol : Arquidiócesis de Santiago de Chile) est un archidiocèse métropolitain de l'Église catholique du Chili.

## Territoire

Archidiocèse de Santiago du Chili
Suffragants

L'archidiocèse comprend 36 communes de la région métropolitaine de Santiago du Chili : Colina, Til-til, Lampa, Quilicura, Huechuraba, Renca, Conchalí, Independencia, Recoleta, Lo Barnechea, Vitacura, Las Condes, Providencia, La Reina, Ñuñoa, Macul, Peñalolén, La Florida, Puente Alto, San Ramón, La Cisterna, La Granja, Lo Espejo, San Miguel, San Joaquín, Pedro Aguirre Cerda, Santiago du Chili, Cerrillos, Maipú, Estación Central, Pudahuel, Lo Prado, Quinta Normal, Cerro Navia et des parties des communes de La Pintana et d'El Bosque.
Son territoire s'étend sur 9 193 km2, divisé en 215 paroisses (2022). Le siège archiépiscopal est à Santiago du Chili, capitale du pays, où est située la cathédrale de l'Assomption-de-la-Très-Sainte-Vierge. Dans la même ville, le sanctuaire du Père Hurtado (es) abrite les restes de saint Albert Hurtado. 
Plusieurs basiliques se trouvent dans la capitale : la basilique Notre-Dame-du-Perpétuel-Secours construite par les rédemptoristes, la basilique de la Merci (es) construite par les mercédaires, la basilique du Cœur Immaculé de Marie (es) érigée par les clarétains et la basilique du Saint-Sauveur.
Deux autres basiliques sont sur le territoire de l'archidiocèse : la basilique de Notre-Dame de Lourdes (es) de Quinta Normal, dans l'agglomération de Santiago, qui possède une réplique de la grotte de Lourdes et la basilique Notre-Dame-du-Mont-Carmel de Maipú, également reconnue sanctuaire national car Notre-Dame du Mont-Carmel de Maipú est la patronne du Chili.

## Histoire
Le diocèse de Santiago du Chili est érigé le 27 juin 1561 par la bulle Super specula du pape Pie IVen prenant sur le territoire du diocèse de La Plata (aujourd'hui archidiocèse de Sucre) et de l'archidiocèse de Lima dont Santiago devient suffragant.
Il cède une portion de son territoire le 22 mars 1563 pour l'érection du diocèse de La Imperial (aujourd'hui archidiocèse de Concepción)puis de nouveau le 10 mai 1570 pour la création du diocèse de Tucumán (aujourd'hui archidiocèse de Córdoba).
L'évêque Diego de Medellín est le premier à organiser le diocèse qu'il subdivise en quatorze paroisses et en vingt-six missions pour les Indiens. En 1584, il institue le séminaire diocésain et en 1586, il convoque le premier synode diocésain. C'est en 1745 que commence la construction de la cathédrale qui est terminée peu avant la fin du siècle sous l'épiscopat de Manuel de Alday.
Il cède une partie de son territoire le 28 mai 1806 pour l'érection du diocèse de Salta (aujourd'hui archidiocèse de Salta) La région de Santiago du Chili et celle de Salta faisant partie à l'époque de la vice-royauté du Río de la Plata.
Il connaît au XIXe siècle de graves tourments politiques à la suite de l'indépendance du Chili ; en effet les clercs sont divisés entre partisans de la monarchie espagnole et indépendantistes. On assiste de fait après 1810 à une interruption de l'évangélisation et à la mainmise des francs-maçons sur l'appareil d'État. L'évêque José Santiago Rodríguez Zorrilla, nommé en 1815, est jugé défavorablement par l'autorité civile et envoyé deux fois en exil. À sa mort en 1832, le nouvel évêque, Manuel Vicuña Larraín, réinstaure le séminaire diocésain qui est fermé par l'État pendant plusieurs années. Il fonde le journal « La Revista Católica » (« La Revue catholique »), avec lequel il soutient les prétentions du gouvernement chilien de maintenir le « patronat » sur les diocèses chiliens, conservant ainsi le droit de présentation des évêques qui précédemment n'est concédé qu'au roi d'Espagne.
À la demande du gouvernement chilien, le pape Grégoire XVI élève le diocèse de Santiago au rang d'archidiocèse métropolitain le 21 mai 1840 par la bulle Beneficentissimo Divinæ Providentiæ avec le diocèse de Concepción comme suffragant.
Il cède du territoire le 1er juillet 1840 pour le diocèse de La Serena (aujourd'hui archidiocèse de La Serena)et le 2 novembre 1872 pour la mission sui juris de Valparaíso (aujourd'hui diocèse de Valparaiso).
C'est le 21 juin 1880 qu'est fondée l'université pontificale catholique du Chili, aujourd'hui encore une des plus importantes du pays. Le sanctuaire de l'Immaculée-Conception est élevé le 26 avril 1908 sur la colline de San Cristóbal. Cette même année voit l'arrivée sur la chaire épiscopale de Juan Ignacio González Eyzaguirre qui prête une grande attention aux problèmes sociaux des classes laborieuses, selon l'encyclique Rerum Novarum de Léon XIII. En 1915, il consacre l'archidiocèse au Sacré-Cœur de Jésus.
Après l'annexion de l'île de Pâques au Chili le 9 septembre 1888, le territoire de l'île est séparé du vicariat apostolique  de Tahití ((aujourd'hui archidiocèse de Papeete) et intégré le 8 février 1889 à l'archidiocèse de Santiago du Chili par le décret Cum in Oceanía Orientali de la congrégation pour les évêques.
Il cède encore plusieurs portions de territoires au XXe siècle pour l'érection de nouvelles circonscriptions ecclésiastiques : en 1910 pour la mission sui juris de Talca (aujourd'hui diocèse de Talca), le 18 octobre 1925 pour les diocèses de Rancagua et de San Felipe, le 13 juillet 1987 pour le diocèse de San Bernardoet le 4 avril 1991 pour le diocèse de Melipilla.
En 1950, Pie XII concède aux archevêques de Santiago le titre de primat du Chili.
L'archidiocèse fait face depuis les années 1990 à une forte avancée du protestantisme évangélique venu des États-Unis et parallèlement à une montée de l'indifférentisme religieux après les années de l'ère Pinochet.

## Agressions sexuelles
Óscar Muñoz est un prêtre catholique chilien vice-chancelier puis chancelier de l’archidiocèse de Santiago du Chili avant son arrestation. Jugé coupable de viol d'abus sexuels à l'encontre de cinq mineurs, il est condamné à 15 ans de prison en 2022,.

## Évêques et archevêques
- Liste des évêques et archevêques de Santiago du Chili